# Слов'янський курорт
Слов'я́нський куро́рт (скор. Словкурорт) — регіональний ландшафтний парк, один з найстаріших бальнеогрязевих курортів України, функціонує вже понад 190 років. Розташований у північно-східній частині міста Слов'янськ Донецької області.
До 10 травня 2023 року входив до системи санаторно-курортних установ ПрАТ «Укрпрофоздоровниця». 10 травня на сайті Донецької обласної прокуратури було повідомлено про рішення Східного апеляційного господарського суду про повернення земельної ділянки площею 240 га Словʼянського курорту, що належала «Укрпрофздоровниці», у власність територіальної громади. Загальна площа РЛП становить 431,3 га, до складу якого на теперішній час входять землі 31 власника чи землекористувача, з яких найбільшими є землі Слов'янської міської ради — 209,92 га, землі ДП СКРЦ «Слов’янський курорт» ПрАТ «Укрпрофоздоровниця» — 152,95 га та землі ДП «Слов’янський лісгосп» — 31,3 га.

## Історія
Як курорт Слов'янськ став відомий з 1832 року, коли штабний лікар Чугуївського військового шпиталю А. К. Яковлєв почав лікувати пацієнтів солоною водою і цілющими грязями озера Ріпне.
У 1907 році на міжнародній виставці в Спа (Бельгія) лікувальні грязі курорту отримали вищу нагороду — Гран-прі.
Територія постраждала під час військових дій. Додаткова з цього питання інформація міститься у статті про екологічні наслідки війни на сході України.

## Загальна характеристика
Слов'янський курорт включає три санаторії — «Ювілейний», «Донбас» і «Слов'янський». Попри спільні завдання і профільність, кожен санаторій має свої особливості.
Природні лікувальні фактори: клімат змішаного лісу, сульфідні мулові грязі, ропа, цілий набір мінеральних вод, у тому числі й унікальні залізовмісні для лікування анемії. Лікувальним сульфідно-муловим грязям притаманні висока пластичність, в'язкість, в них міститься велика кількість біологічно активних речовин. До їх складу входить сірководень, магній, карбонати, гідрокарбонати, солі азотної, фосфорної, кремнієвої і соляної кислот. Мікроорганізми створюють речовини типу антибіотиків. Ропу для проведення лікувальних процедур добувають зі свердловин, що розташовані поблизу озер. Ропа озера за хімічним складом належить до хлоридно-натрієвої, містить сульфати.
Поряд із мікроелементами, які визначають тип розсолів, міститься ряд мікроелементів, що мають біологічну активність: бром, йод, залізо, кремнієву кислоту та інші.

### Діагностика і лікування
Слов'янський курорт має сучасну лікувально-діагностичну базу. Тут працюють три грязеводолікарні на 90 ванн, включаючи радонові і сірководневі. Є лікувальні душі, басейни, в тому числі і для підводного витягування хребта, понад 100 кушеток грязелікування, практично всі види фізіотерапії (200 понад апаратів) зали ЛФК, кабінети масажу, психотерапії, рефлексотерапії, баротерапії, фітотерапії, спелеотерапії, гідроколонотерапії, сексопатології-андрології, синглетно-кисневої терапії, стоматології, у тому числі для лікування пародонтозу, косметології.
Є кабінет гірудотерапії, де для лікування захворювань, в основі яких лежать запалення, порушення мікроциркуляції і згортання крові, використовуються п'явки.
Діагностика: захворювань нервових, кістково-м'язової, серцево-судинної систем, запалень гінекологічного характеру, шлунково-кишкового тракту, органів дихання.
Діагностична служба курорту охоплює кабінети ЕКГ, УЗД, нейроміографії, рентгенографії, ендоскопії, клінічну, біохімічну, імунологічну, бактеріологічну лабораторії.
Лікування включає: лікувальні грязі, різні види ванн і душів, всі види фізіотерапії, лікувальну фізкультуру, масаж, інгаляції, фітококтейлі, психотерапію, голкорефлексотерапію, спелеотерапію, гідроколонотерапія, дієтичне харчування. У лікуванні органів травлення використовується мінеральна вода із трьох родовищ: Слов'янського, західно-Слов'янського і Слов'яногірськ. Застосовується при різних захворюваннях шлунково-кишкового тракту з урахуванням кислотності.

### Території природно-заповідного фонду, що входять до складу РЛП «Слов`янський курорт»
Нерідко, оголошенню національного парку або заповідника передує створення одного або кількох об'єктів природно-заповідного фонду місцевого значення. В результаті, великий РЛП фактично поглинає раніше створені ПЗФ. Проте їхній статус зазвичай зберігають.
До складу території регіонального ландшафтного парку «Слов`янський курорт» входять такі об'єкти ПЗФ України: 
- Пам`ятка природи загальнодержавного значення «Озеро Сліпне», гідрологічна
- Пам`ятка природи загальнодержавного значення «Озеро Ріпне», гідрологічна
- Заказник місцевого значення “Приозерний”, орнітологічний

## Галерея

Бювет мінеральних вод
Діагностично-лікувальний корпус
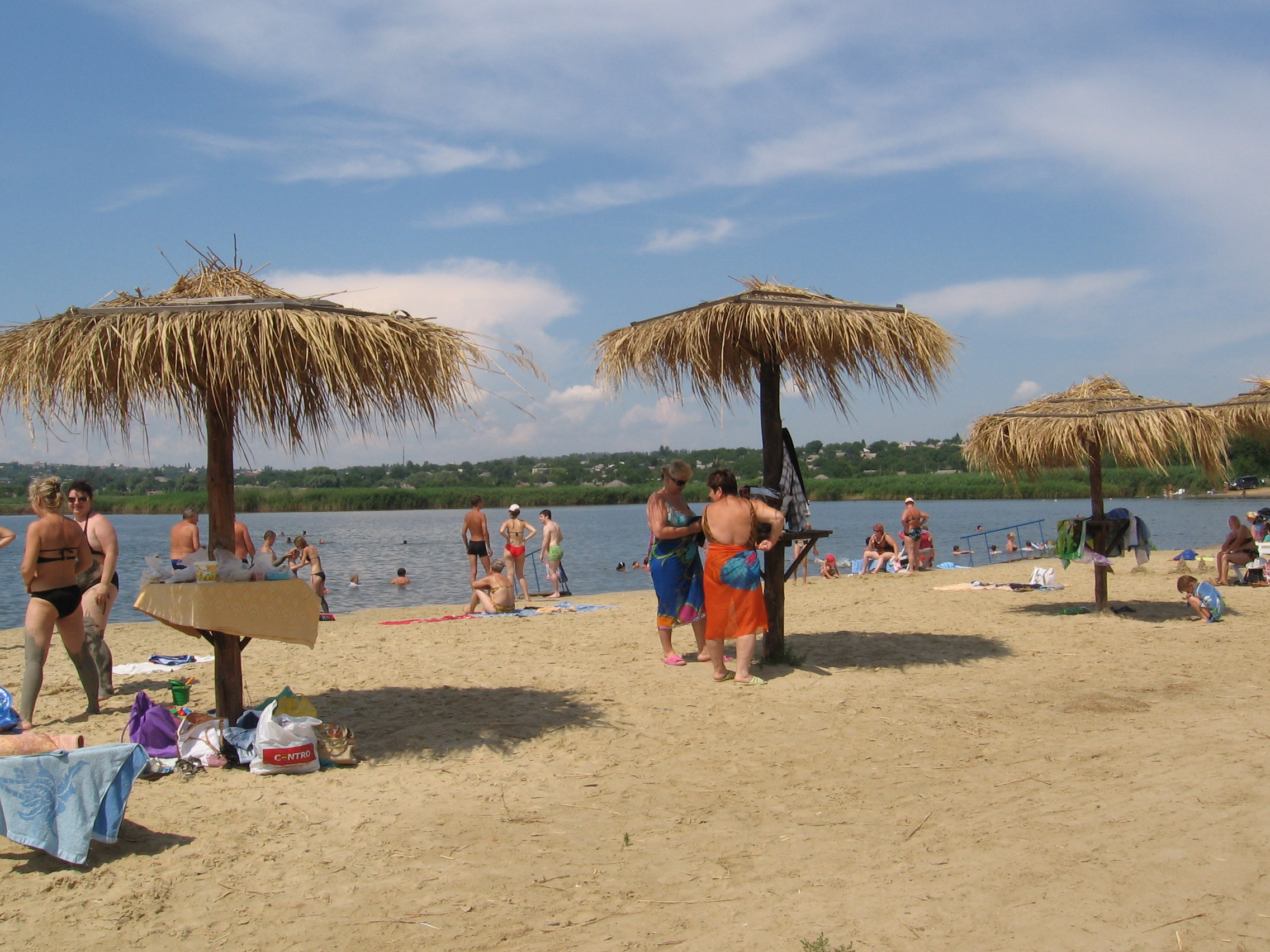
Одне з солоних озер
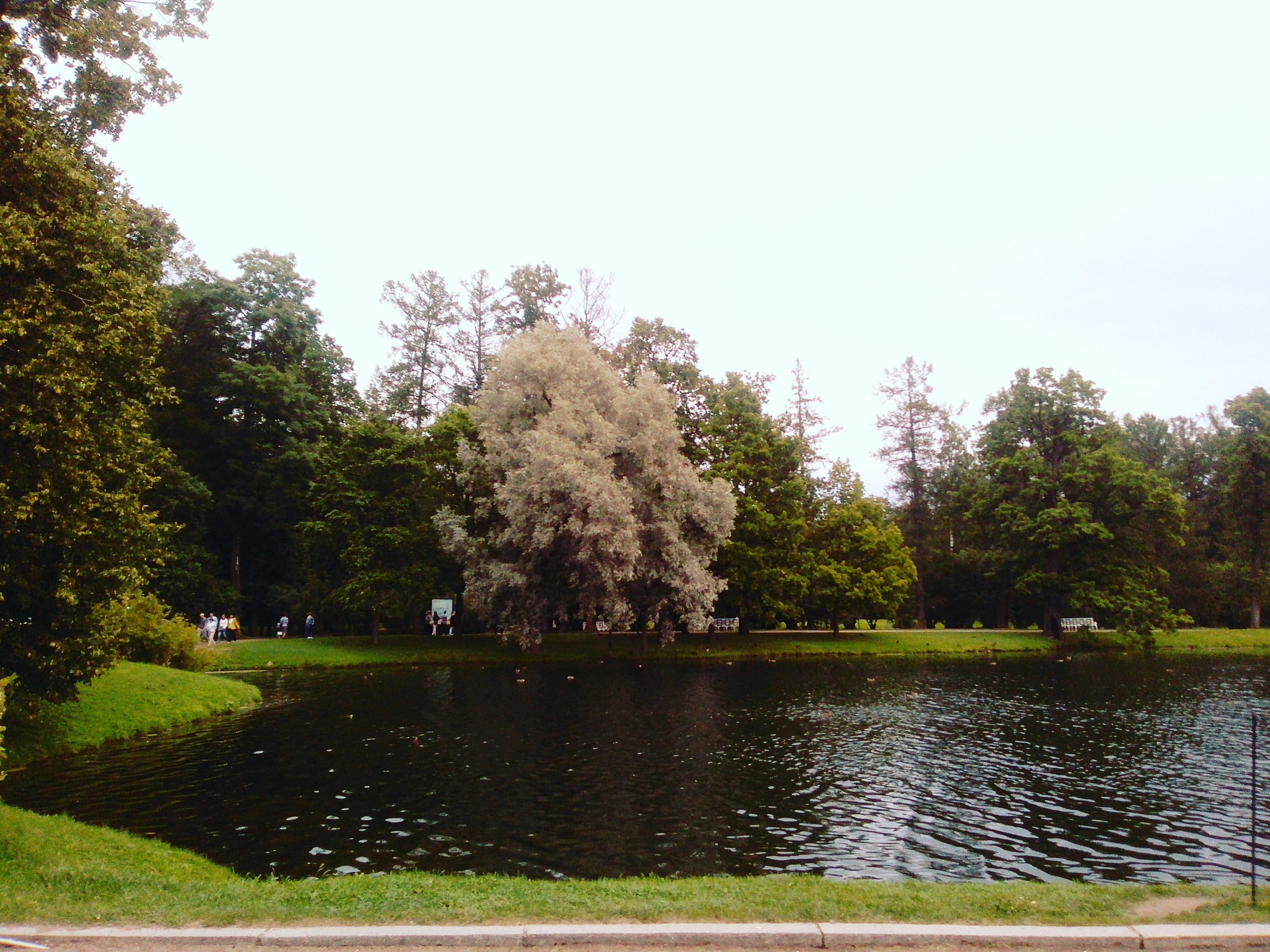
Парк
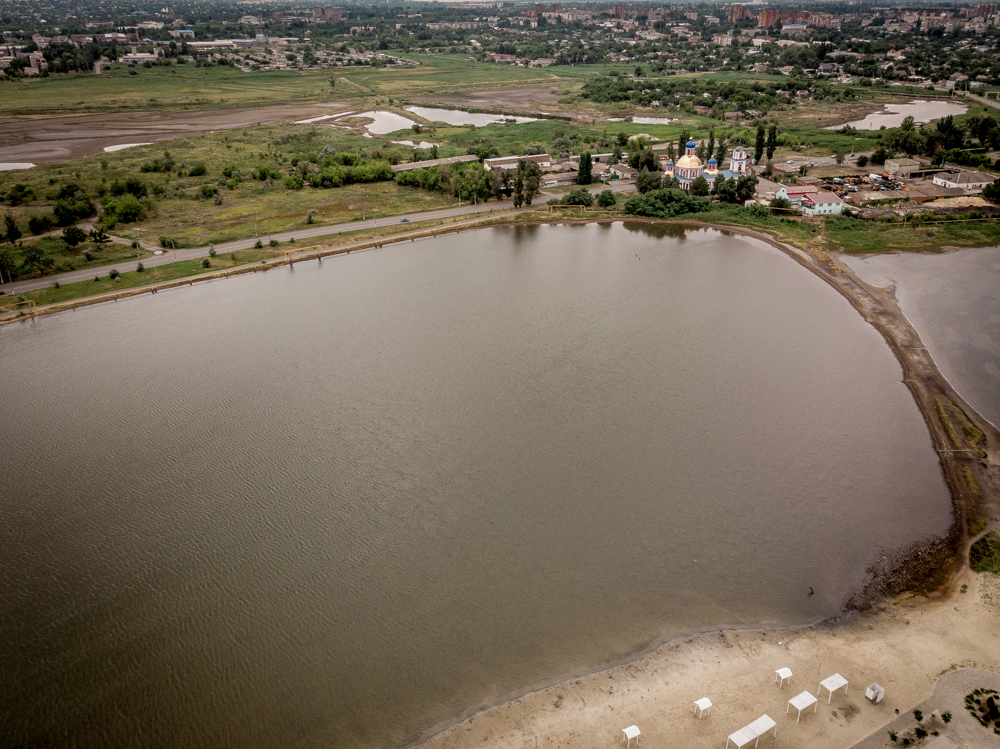